# گمینا سکارشوه
گمینا سکارشوه (به لهستانی:  Gmina Skarszewy) یک گمینا در لهستان است که در شهرستان استاروگارد واقع شده‌است. گمینا سکارشوه ۱۶۹٫۷۹ کیلومتر مربع مساحت و ۱۴٬۰۱۸ نفر جمعیت دارد.